# Adidas Tango

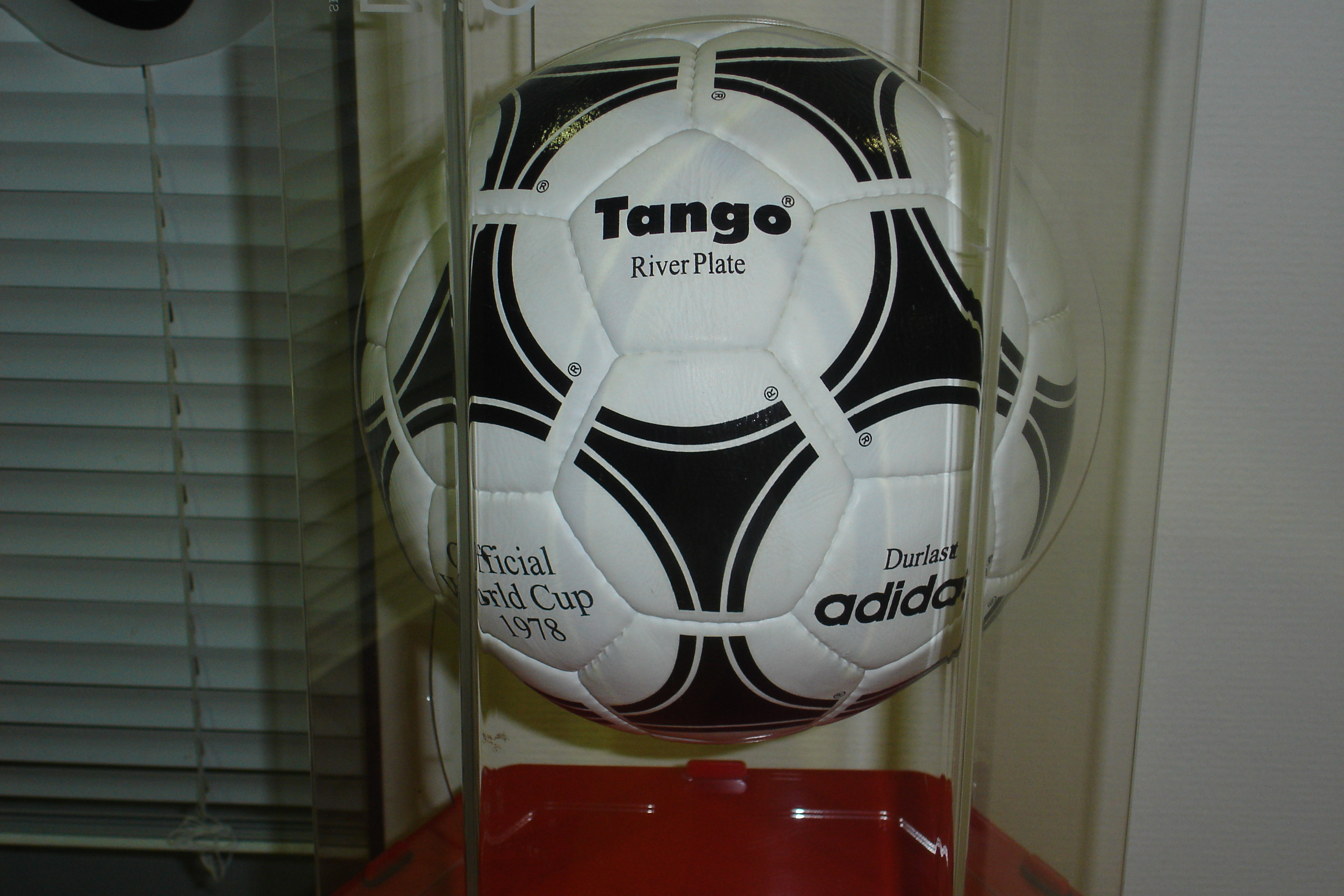
Adida Tango (1978).

Tango foi uma bola de futebol produzida pela empresa Adidas para uso na Copa do Mundo FIFA de 1978 realizada na Argentina.
Seu design constou de 32 painéis bancos (12 pentágonos e 20 hexágonos) com padrão decorativo que criou um padrão de doze círculos iguais. Foi um projeto que permaneceu praticamente inalterado durante cinco Copas do Mundo sucessivas. Seu nome vem da mais tradicional e conhecidada dança argentina, o Tango.

## Tango 12
A bola foi refeita para uso no Euro 2012 sob o nome de Adidas Tango 12. A bola foi oficialmente apresentada em 2 de dezembro de 2011, durante o sorteio para a fase final do torneio em Kiev.
Tango 12 é a quarta encarnação da bola Tango. É a 11.ª bola oficial da Adidas usada num Europeu de Futebol com um design clássico com um contorno colorido representando as bandeiras da Polônia e Ucrânia, as duas nações anfitriãs.

## Ligações Externas
- História da bola Adidas